# AFC Juventus Bascov
AFC Juventus Victoria 1992 Bascov, prescurtat Juventus Bascov, este un club de fotbal din Bascov, România, care evoluează in Liga a IV-a Argeș.

## Palmares
Liga a IV-a Argeș
- Campioană (3): 1999–2000, 2002–2003, 2006–2007

## Lotul sezonului 2009-2010
| Nr. |         | Poziție | Jucător          |
| --- | ------- | ------- | ---------------- |
|     | România | P       | Rupa             |
|     | România | F       | Diaconescu       |
|     | România | F       | Stancu           |
|     | România | F       | Mostroganu       |
|     | România | F       | Neacșu           |
|     | România | F       | Cătălin Stănescu |
|     | România | M       | Floria           |
|     | România | M       | Sorin Paraschiv  |

| Nr. |         | Poziție | Jucător        |
| --- | ------- | ------- | -------------- |
|     | România | M       | Stanciu        |
|     | România | M       | Bălălau        |
|     | România | M       | Mina           |
|     | România | M       | Giurcă         |
|     | România | A       | Dalu           |
|     | România | A       | Cristian Bratu |
|     | România | A       | Adrian Neaga   |
|     | România | A       | Marian Vintilă |